# ICB
ICB – izolacyjna płyta korkowa (ang. ICB – Insulation Cork Board) znana również jako ekspandowana płyta korkowa jest podstawowym produktem wytwarzanym z korka ekspandowanego.

## Ogólne właściwości
- gęstość: 80-320 kg/m³
- współczynnik przewodności cieplnej: 0,036–0,040 W/mK
- współczynnik pochłaniania dźwięku dla 500 Hz: 0,33
- standardowy rozmiar: 1000x500 mm
- produkowane grubości: 10–300 mm